# 月鈴茶子
月鈴 茶子（つきすず ちゃこ、1974年10月2日 - ）は、日本の漫画家。和歌山県出身。
愛犬家で、自身もパグを飼っており、主に犬を擬人化したショートギャグ漫画を得意としている。

## 作品リスト
- イヌイさんッ!（『ちゃおデラックス』（小学館）にて2008年から掲載。また、『ChuChu』（同）にも2009年3・4月（合併）号から2010年2月号（最終号）まで連載。『ちゃお』（同）2009年1月号にて読み切り、その後同年8月号からは連載）
- ペロって! パグ美ちゃん♪
- ヒミツのわんこさん☆
- まんが家と犬